# Vielteilchentheorie
In der statistischen Mechanik, der Atom- und Kernphysik, und der Festkörperphysik ist die Vielteilchentheorie (englisch many-body theory oder englisch many-body physics) eine quantenmechanische Beschreibung einer großen Zahl miteinander wechselwirkender "Mikroteilchen" (z. B. Protonen und Neutronen; Elektronen; Bosonen und Fermionen) und ihres kollektiven Verhaltens.
Ein solches System unterscheidet sich in seinen physikalischen Eigenschaften wesentlich von einem isolierten (freien) Teilchen. Das grundlegende Problem besteht dabei nicht in der Anzahl beteiligter Teilchen, sondern in der Berücksichtigung ihrer Wechselwirkung und Abhängigkeiten.
Die Vielteilchentheorie berücksichtigt im Gegensatz zum Mehrkörperproblem der klassischen Mechanik auch Quanteneffekte wie die Ununterscheidbarkeit von Quantenteilchen, die "Teilchencharakterierung" über den Spin und benutzt Methoden der Quantenfeldtheorie, z. B. wie die Feldquantisierung. Deren Übertragung auf Probleme der Festkörperphysik in den 1950er Jahren (David Pines, Philippe Nozières, Alexei Alexejewitsch Abrikossow, Lew Landau, Arkadi Migdal, David Bohm, Murray Gell-Mann, Julian Schwinger, Joaquin Mazdak Luttinger u. a.) führte zur Entstehung der Vielteilchentheorie.

## Grundgedanke
Die quantenmechanische Beschreibung des Vielteilchenproblems wird vor allem durch die mathematische Form der gesuchte Vielteilchen-Wellenfunktion bzw. des Vielteilchen-Feldoperators erschwert, der in irgendeiner Form von allen Teilchenpositionen und allen Spinzuständen abhängt (enthält also beliebig viele, beliebig komplizierte Mischterme). Durch Zerlegung in Einteilchen-Zuständen, welche je durch eine Position bzw. Spin charakterisiert sind, aber unter Berücksichtigung der Ununterscheidbarkeit der Teilchen durch die Slater-Determinante kann die Konstruktion eines antisymmetrischen Mehrteilchen-Zustandes, wenn auch a-posteriori, aus mehreren Einteilchen-Zuständen erfolgen. Die Einteilchen-Zuständen bewegen sich dabei als unabhängige Teilchen in einen gemittelten Potential, wodurch die Theorie auch als mean field theory bezeichnet wird. Die Hartree-Fock-Methode als ein Vertreter dieser Theorie verfolgt genau diesen Ansatz, was zum Auftreten der nicht klassisch erklärbaren Austauschwechselwirkung führt. Die Hartree-Fock-Methode liefert in erster Näherung relativ gute Ergebnisse für physikalische Eigenschaften betrachteter Vielteilchensysteme (eine qualitative Erklärung hierfür wird durch die Fermi-Flüssigkeits-Theorie begründet), dennoch treten teilweise signifikante Abweichungen zu experimentellen Daten auf. Beispielsweise wird die Größe der Bandlücke unterschätzt, sodass Isolatoren als Metalle vorhergesagt werden und umgekehrt. Für einen realistischen Abgleich zwischen Theorie und Experiment sind Vielteilchen-Korrekturterme höherer Ordnung – Quantenkorrelation – notwendig, welche die Methode nicht liefern kann. Hier genau greifen die Methoden der Vielteilchentheorie an. Eine mögliche physikalische Beschreibung geschieht hier durch:
- elementare Anregungen oder Quasiteilchen,
- kanonische Transformationen wie bei der Reduktion des Keplerproblems auf ein effektives Einkörperproblem,
- Zuhilfenahme der Quantenstatistik, die Selbstenergiefunktionaltheorie,
- Methoden der Quantenfeldtheorie wie der so genannten Zweiten Quantisierung, der greenschen Funktionen und der störungstheoretischen Beschreibung mit Hilfe von Feynman-Diagrammen.

Da mit ihr nicht nur Festkörper (Metalle, Halbleiter, Dielektrika, Magnetismus und andere), sondern auch Flüssigkeiten, Supraflüssigkeiten, Supraleitung, Plasmen u. a. behandelt werden, also Materie in allen möglichen Phasen, steht diese Entwicklung auch für den Übergang von der theoretischen Festkörperphysik zur Physik der kondensierten Materie.

## Vielteilchen-Phänomene
- Quantenflüssigkeiten anstelle von idealer Quantengase
- Supraleitung und Suprafluidität
- Lindhard-Theorie
- Schwere Elektronen

### Fachartikel
- Piers Coleman: Many Body Physics: Unfinished Revolution. In: Annales Henri Poincaré. Band 4, S2, Dezember 2003, S. 559–580, doi:10.1007/s00023-003-0943-9 (englisch).

### Moderne Fachbücher
- Wolfgang Nolting: Theoretical Physics 9: Fundamentals of Many-body Physics. Springer International Publishing, Cham 2018, ISBN 978-3-319-98324-0, doi:10.1007/978-3-319-98326-4 (englisch).
- Jochen Schirmer: Many-Body Methods for Atoms, Molecules and Clusters (= Lecture Notes in Chemistry. Band 94). Springer International Publishing, Cham 2018, ISBN 978-3-319-93601-7, doi:10.1007/978-3-319-93602-4 (englisch).
- Hal Tasaki: Physics and Mathematics of Quantum Many-Body Systems (= Graduate Texts in Physics). Springer International Publishing, Cham 2020, ISBN 978-3-03041264-7, doi:10.1007/978-3-030-41265-4 (englisch).

### Ältere Werke oder Klassiker
- P. Gombás: Theorie und Lösungsmethoden des Mehrteilchenproblems der Wellenmechanik. Birkhäuser Basel, Basel 1950, ISBN 978-3-0348-6957-7, doi:10.1007/978-3-0348-6956-0.
- D. J. Thouless: The Quantum Mechanics of Many-Body Systems (= Pure and Applied Physics). Academic Press, New York ; London 1961 (englisch, archive.org). Reprint Dover: ISBN 9780486782850; Deutsch: Quantenmechanik der Vielteilchensysteme. BI-Hochschultaschenbuch, 1964.
- N. H. March, W. H. Young, S. Sampanthar: The Many-Body Problem in Quantum Mechanics. Cambridge University Press, Cambridge 1967 (archive.org). Reprint Dover: ISBN 978-0123745842
- Alexander L. Fetter, John Dirk Walecka: Quantum Theory of Many-Particle Systems. McGraw-Hill Book Company, New York 1971 (englisch, archive.org). Reprint Dover: ISBN 978-0-486-42827-7
- E. K. U. Gross, E. Runge: Vielteilchentheorie (= Teubner Studienbücher Physik). Teubner, Stuttgart 1986, ISBN 978-3-519-03086-7.
- Peter Ring, Peter Schuck: The Nuclear Many-Body Problem. Springer-Verlag, Berlin 2004, ISBN 978-3-540-21206-5 (englisch).
- Attila Szabo, Neil S. Ostlund: Modern Quantum Chemistry. Dover Publications, Mineola, NY 1996, ISBN 978-0-486-69186-2.